# Ihor Czeredniczenko
Ihor Wiktorowycz Czeredniczenko, ukr. Ігор Вікторович Чередніченко (ur. 9 maja 1984 roku) – ukraiński piłkarz, grający na pozycji obrońcy.

## Kariera piłkarska
Wychowanek klubu Metalist Charków. W 2001 rozpoczął karierę piłkarską w drugiej drużynie Metalista Charków, dopiero w 2003 debiutował w podstawowym składzie klubu. Przez wysoką konkurencję nieczęsto wychodził na boisko w składzie pierwszej drużyny, dlatego latem 2005 przeszedł do FK Ołeksandrija. Podczas przerwy zimowej sezonu 2012/13 wyjechał do Białorusi, gdzie bronił barw klubu Tarpieda-BiełAZ Żodzino. 6 marca 2014 podpisał kontrakt z Zirką Kirowohrad. Na początku 2015 przeszedł do Hirnyka Krzywy Róg. Latem 2015 przeniósł się do Heliosu Charków. W sezonie 2017/18 był zawodnikiem klubu Metalist 1925 Charków.

## Sukcesy i odznaczenia

### Sukcesy klubowe
- mistrz Pierwszej Lihi: 2011